# Loco cielo de Abril
Loco cielo de Abril es una película peruana de comedia romántica estrenada el 3 de abril de 2014.

## Argumento
La película explora la curiosa relación entre una misteriosa mujer de la que un joven agobiado queda prendado al ser testigo de su extraña, pero fascinante forma de vida, totalmente relajada, carente de responsabilidades y ataduras.

## Reparto
- Fiorella Rodríguez como Abril.
- Ariel Levy como Bruno.[4]
- Adolfo Aguilar como Renato.
- Daniela Sarfati como Luna.
- Rodrigo Sánchez Patiño como Omar.
- Valeria Bringas como Carla.
- Ximena Díaz como Viviana.
- Alessa Novelli como Mayra.
- Macla Yamada como Lucía.
- Ethel Pozo como Daniela.
- Marina Bassi como Alicia.
- Yaco Eskenazi
- Roger del Águila como Martín.